# Fecho de mecha

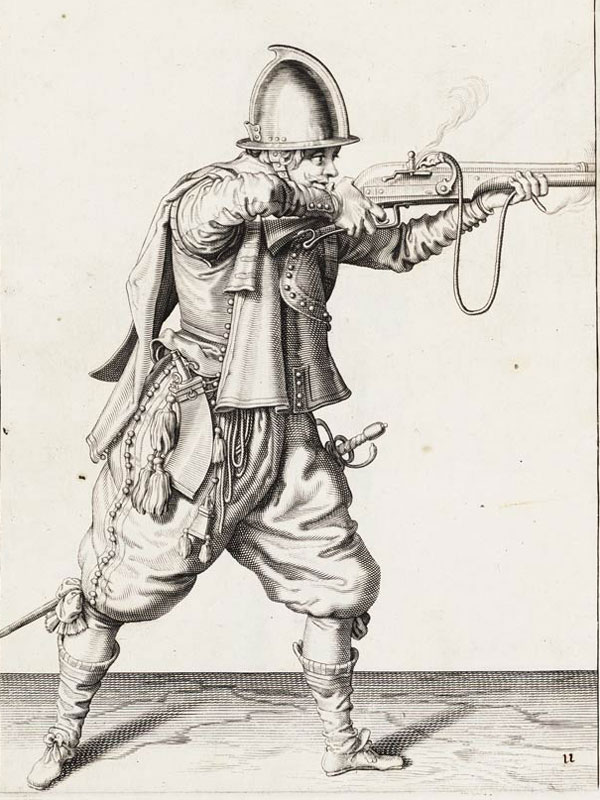
Arcabuz que utiliza o dispositivo de fecho de mecha.

A mecha ou fecho de mecha foi o primeiro mecanismo desenvolvido para o disparo de armas de fogo, que até então eram disparadas manualmente com a introdução de uma brasa ou pavio em um orifício na culatra da arma. O mecanismo consiste em um pavio aceso, a mecha, preso a uma alavanca  metálica curva denominada serpentina que quando acionada por outra alavanca presa à parte inferior da arma ou por algum tipo de gatilho curva-se e introduz a mecha por um orifício na culatra da arma incendiando a pólvora. Esse mecanismo possibilitou uma considerável melhora na utilização das armas de fogo, permitindo que o atirador deflagrasse o tiro apenas com o movimento do dedo, enquanto poderia mirar no alvo com maior precisão. Foi criado na Europa no Século XV e foi efetivamente utilizado até a primeira metade do Século XVIII.